# Cecil (leão)
Cecil no ano de 2010
Cecil (2002-2015) era um leão (Panthera leo bleyenberghi) que viveu principalmente no Parque Nacional Hwange em Matabeleland North, Zimbabwe. O leão era uma grande atração no parque e estava sendo estudado e monitorado pela Universidade de Oxford.
Cecil foi atraído para fora do parque com uma isca, e então ferido com uma flecha por Walter Palmer, um dentista americano adepto de caçadas, foi, então, rastreado, e em 1 de Julho de 2015, cerca de 40 horas mais tarde, morto com um tiro de um rifle. E sua cabeça decepada do corpo com o propósito de virar um troféu. Ele tinha 13 anos quando morreu.
A morte chamou a atenção da mídia internacional e provocou indignação entre os ambientalistas, políticos e celebridades, bem como uma forte resposta negativa contra Palmer. Dois homens no Zimbabwe estão sendo processados devido a caçada. Palmer tinha uma autorização, e por isso não foi acusado de qualquer crime. Autoridades do Zimbábue disseram que ele pode visitar o Zimbabwe como um turista, mas não como um caçador..

## História
Cecil - nomeado em homenagem a Cecil Rhodes - outro leão que se acredita ser o irmão de Cecil - foram descobertos no Parque Nacional Hwange em 2008. Em 2009, os dois leões encontraram um grupo estabelecido e lutaram com o líder do grupo. O irmão de Cecil morreu e o líder do orgulho ficou gravemente ferido; o líder foi posteriormente morto por guardas florestais do parque por causa das feridas que tinha recebido na luta com Cecil. I Cecil retirou-se para uma outra parte do parque, onde ele finalmente estabeleceu o seu próprio grupo que chegou a ter 22 membros. Em 2013, Cecil foi forçado a sair da área por dois jovens leões machos na borda oriental do parque. Lá, ele criou uma coalizão com outro leão macho chamado Jericho para estabelecer dois grupos que consistia de Cecil, Jericho, meia dúzia de fêmeas e até uma dúzia de filhotes de Cecil ou Jericho.

## Morte
Em Junho de 2015, Walter James Palmer, um dentista e caçador recreativo americano de Minnesota, pagou US $ 50.000 para um caçador / guia profissional, Theo Bronkhorst, para auxiliá-lo a matar um leão. Cecil foi atraído para fora do santuário e, em seguida, ferido com uma flecha. Ele foi localizado, e cerca de 40 horas mais tarde foi morto com um rifle. Ele então foi esfolado e sua cabeça foi removida. Quando o seu esqueleto sem cabeça foi encontrado por investigadores do parque, seu colar de rastreamento havia sido retirado   

## Xanda
Xanda, filho de Cecil,  com seis anos de idade, teve o mesmo destino do pai: morto por caçadores no dia 20 de julho de 2017, quando vagava em terras fora do Parque Nacional Hwange. Um dos líderes do grupo de caçadores que matou Xanda é Richard Cooke.